# Dayereh
Dayereh (títol original en persa: دایره, transliteració: Dayereh; literalment en català: El cercle) és un drama iranià de l'any 2000 dirigit pel cineasta Jafar Panahi. La història de la pel·lícula es desenvolupa a Teheran i posa en escena diferents episodis de la vida de diverses dones els destins de les quals s'entrecreuen en un moment donat.
La pel·lícula, que és una crítica al tracte de les dones a l'Iran, va guanyar múltiples premis, entre ells el Lleó d'Or del Festival Internacional de Cinema de Venècia de 2000. En canvi, a l'Iran la pel·lícula va ser prohibida.

## Argument
En un centre de maternitat de Teheran, Solmaz Gholami acaba de rebre la mala notícia que la seva filla ha donat llum a una nena, malgrat que l'ecografia havia indicat el contrari. Profundament decebuda i espantada, ja que creu que el seu gendre exigirà immediatament el divorci, demana a una altra filla de trucar al seu oncle.
A la cabina telefònica, la filla es topa amb tres presoneres que acaben de ser alliberades. Una d'elles és seguidament arrestada en el seu fracassat intent de vendre una cadena d'or per poder-se pagar un viatge que l'allunyi de Teheran. Les altres dues preses, Arezou i Nargess, tenen més sort i aconsegueixen prou diners per a poder comprar un billet d'autocar a Nargess, que vol anar al seu poble natal. Aconseguit l'objectiu, les dues amiges se separen.
Això no obstant, a la terminal d'autobusos, Nargess rebutja el seu pla de pujar a l'autobús perquè, segons la llei, com a dona que té prohibit poder viatjar sola i tem ser de nou arrestada per la policia, que controla estrictament l'estació.
Avortat el seu inicial pla, Nargess busca l'ajuda de la seva amiga Pari, que també coneix de la presó. Però Pari precisament passa per un moment de grans dificultats perquè acaba de ser rebutjada pel seu pare, que es nega a acollir-la a casa.
Pari fuig a un hospital on troba a la seva amiga Elham, una expresonera que ha aconseguit defugir el seu passat i que ara es guanya la vida d'infermera. Embarassada d'un iranià que ha estat executat, Pari compta amb l'ajut de la seva amiga per poder avortar clandestinament. Però, atemorida pel seu passat, Elham es nega a prendre cap risc.
Desamparada i deambulant pels carrers durant la nit, ja que no pot pernoctar a cap hotel per manca d'identificació, Pari esdevé testimoni d'una temptativa d'abandó d'una petita filla per part de la seva mare, que desitja un futur millor a la seva filla en una familia adoptiva.
Seguidament, la mare és presa per una prostituta i puja al cotxe d'un conductor a qui la policia para. Durant el control de carretera, la mare aconsegueix escapar-se, a diferència d'una altra dona que ha tingut menys sort que ella i és conduïda a comissaria acusada de prostitució. A la cel·la, la dona es retroba amb les altres protagonistes de la pel·lícula, tancant-se així el cercle.

## Repartiment
| Actor / actriu original | Personatge fictici  |
| ----------------------- | ------------------- |
| Nargess Mamizadeh       | Nargess             |
| Maryiam Parvin Almani   | Arezou              |
| Mojgan Faramarzi        | Prostituta          |
| ham Saboktakin          | Enfermera           |
| Monir Arab              | Venedor de bitllets |
| Solmaz Panahi           | Solmaz              |
| Fereshteh Sadre Orafaiy | Pari                |
| Fatemeh Naghavi         | Mare                |
| Abbas Alizadeh          | Pare de Pari        |
| Negar Ghadyani          |                     |
| Liam Kimber             | Sahij               |
| Ataollah Moghadas       | Haji                |

## Premis i nominacions
- Guanyadora del Lleó d'Or del Festival Internacional de Cinema de Venècia de 2000.
- Guanyadora del Premi FIPRESCI del Festival Internacional de Cinema de Venècia de 2000.
- Guanyadora del Grand Prix de la FIPRESCI de 2001, atorgat al Festival Internacional de Cinema de Sant Sebastià.